# イリュリクム

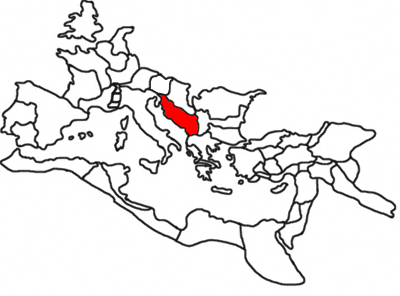
イリュリクム属州の場所（120年頃のローマ帝国）

イリュリクム（ラテン語: Illyricum） は、それ以前にイリュリア王国だった地域に設立された古代ローマの属州である。現アルバニアのドリン川から北はイストリア半島（スロベニア、クロアチア）、東はサヴァ川（ボスニア・ヘルツェゴビナ、クロアチア）まで広がる。首都は現クロアチアの都市スプリトの近くのサロナエ（Salonae）におかれた。
イリュリア王国は、ゲンティウスがイリュリア王であった紀元前168年、共和政ローマに武力によって征服された。紀元前167年以降、イリュリア南部が分割されて正式にローマの保護領となった。
この地域は、ローマにとっては戦略的にも経済的にも価値が高かった。海岸線には重要な商業港が点在し、内陸部には金鉱山があった。またイリュリアはエグナティア街道の始点で、この道はアドリア海沿岸のデュラキウム（現ドゥラス）から東のビュザンティオンまで至るローマ街道だった。
紀元前59年にウァティニウス法（Lex Vatinia）が成立し、イリュリクムとガリア・キサルピナとはガイウス・ユリウス・カエサルの担当属州（provincia）とされた。ただし、このときは属州といっても「責任領域」という意味に近かった。属州イリュリクムとしての言及は、イリュリアをめぐるアウグストゥスの戦争（紀元前35年-紀元前33年）が終わり、紀元前27年のアウグストゥスの定めにおいて初めて登場する。このとき同時に、この地域（現在のアルバニアの大部分）の南側の領域はマケドニア属州とされた。イリュリクム属州は、ローマ帝国とパンノニア族などの部族集団との戦い（紀元前12年-紀元前9年）に勝利したことにより、領域を広げた。
その後、パンノニア族とダルマティア族が反乱を起こして9年に制圧され（バトの反乱、6年-9年）、10年にイリュリクム属州は解体された。新しく、北側にはパンノニア属州、南側にはダルマティア属州が設立された（ジェノ・フリッツなどの学者は属州再編を西暦20年-35年頃と考えている）。属州名からは失われたが、イリュリクムという名前はこの地域の呼び名としては生き残り、後の皇帝ディオクレティアヌスがテトラルキア（4分統治）において4つの法務官統治領（praetorian prefecture Latin: praefectura praetorio）を設立した際には、そのひとつをイリュリクム統治領（ praetorian prefecture of Illyricum　Latin: praefectura praetorio per Illyricum）と名づけた。ここには、パンノニア属州、ノリクム属州、クレタ島、およびトラキアを除くバルカン半島が含まれた。
この地域の人々は勇敢であると有名であり、ローマの軍人の重要な供給源となった。著名なローマ皇帝にもこの地域出身者がおり、アウレリアヌス帝、クラウディウス2世、コンスタンティヌス1世、ディオクレティアヌス帝や、東ローマ帝国皇帝のユスティニアヌス1世がそうである。